# Фазль-уль-Хак Халекьяр
Фазль-уль-Хак Халекьяр (1934 , Герат  — 16 липня 2004 , Амстердам ) — державний діяч Афганістану, прем'єр-міністр країни (1990–1992).

## Біографія
За національністю — таджик. Народився в родині крупного землевласника Хаджі Гуляма Сахи. Закінчив ліцей у Гераті, економічний факультет Кабульського університету (1958), навчався у США.

### Державний службовець
- 1958—1963 — чиновник у міністерстві планування.
- 1963—1965 — чиновник у міністерстві внутрішніх справ.
- 1965—1966 — завідувач канцелярією управління будівництва Гільмендської зрошувальної системи. Також працював у міністерстві зв'язку.
- 1966—1968 — начальник фінансового управління провінції Кабул.
- 1969–1971 — начальник адміністративного управління міністерства фінансів.
- 1971—1972 (за іншими даними у січні 1972 — січні 1973)— губернатор провінції Баглан.
- У 1972 (чи в січні 1973) — 1978 роках — заступник міністра фінансів.

Зробивши успішну адміністративну кар'єру за короля Захір Шаха (правив країною у 1933—1973 роках), Халекьяр продовжив її за республіканського режиму Мухаммеда Дауда, зберігши пост заступника міністра фінансів після військового перевороту 17 липня 1973 року. Усунення режиму Дауда 27 квітня 1978 року призвело до того, що його було понижено у посаді, але все ж він залишився на державній службі. У 1978—1980 роках Халекьяр займав пост начальника канцелярії міністерства фінансів (за іншими даними з 30 квітня 1979 до 14 квітня 1980 року був радником міністерства фінансів).
Після введення радянських військ в Афганістан Халекьяр знову зайняв пост заступника міністра фінансів (з 14 квітня 1980 до 26 грудня 1985), хоч не вступив до правлячої Народно-демократичної партії Афганістану (НДПА). Його кар'єрі не завадив навіть короткостроковий арешт одного з синів за звинуваченням у зв'язках із моджахедами.

### Міністр і губернатор
У грудні 1985 року Халекьяр був призначений міністром без портфеля з фінансових та економічних питань. У 1987 році, залишаючись міністром без портфеля, він став губернатором провінції Герат та уповноваженим по зоні «Північний Захід».
Халекьяр за короткий термін домігся відмови від збройної боротьби з боку низки польових командирів моджахедів. За свої заслуги отримав вищу нагороду — звання «Герой Демократичної Республіки Афганістан» (1987). У квітні 1990 року на його життя було скоєно замах — його було важко поранено у стегно й руку в Гераті під час церемонії переходу на бік режиму президента Наджибулли крупного загону моджахедів. Заступник міністра державної безпеки генерал Джалал Разманда, який був разом з ним, був смертельно поранений.

### Прем'єр-міністр
Незважаючи на поранення, Халекьяр вже 8 травня 1990 року прийняв призначення на пост прем'єр-міністра, замінивши Султана Алі Кештманда. Наприкінці травня 1990 року сформований ним уряд отримав вотум довіри в нижній палаті (Вулусі джирга) парламенту країни. Більшість членів уряду Халекьяра, як і сам прем'єр-міністр, були безпартійними, однак на ключові пости — міністрів закордонних справ, внутрішніх справ, оборони, державної безпеки — як і раніше, було призначено членів НДПА (перейменованої на Партію Батьківщини). Представники опозиції до уряду не увійшли.
Призначення Халекьяра розглядалось як спроба режиму Наджибулли домовитись про компроміс із поміркованою частиною моджахедів, а також з опозиційними політиками, орієнтованими на колишнього короля Захір Шаха. Один з лідерів поміркованих моджахедів, Сібгатулла Моджадеді, первинно не виключав можливості спільної з Халекьяром участі в майбутньому перехідному уряді країни, але потім, під впливом радикальної частини збройної опозиції, заявив, що зв'язки Халекьяра з Наджибуллою роблять компроміс із ним неможливим.
У 1990—1992 Халекьяр також був головою Надзвичайної комісії у справах біженців та Національної комісії з розмінування території Афганістану.
У квітні 1992 року режим Наджибулли припинив своє існування. 28 квітня 1992 року Халекьяр взяв участь в церемонії передачі влади главі перехідного уряду моджахедів Моджаддеді. Тоді ж офіційно склав із себе повноваження глави уряду.

### Еміграція
Під час громадянської війни в Афганістані 1990-их років залишив країну емігрував до Нідерландів, де й помер.